# Nikanor (Kamienski)
Nikanor, imię świeckie: Nikifor Tymofiejewicz Kamienski, ros. Никифор Тимофеевич Каменский (ur. 13 maja?/25 maja 1847 w okolicach Astrachania, zm. 14 listopada?/27 listopada 1910 w Kazaniu) – biskup, a następnie arcybiskup Rosyjskiego Kościoła Prawosławnego. 

## Życiorys
Urodził się w rodzinie diakona prawosławnego. Ukończył seminarium duchowne w Astrachaniu w 1868 i w tym samym roku przyjął święcenia kapłańskie. Następnie studiował w Kazańskiej Akademii Duchownej i po jej ukończeniu w 1874 podjął pracę nauczyciela w seminarium nauczycielskim w Kazaniu. Kończąc studia, uzyskał tytuł magistra teologii. W tym czasie odbył pielgrzymkę do Ziemi Świętej i do Egiptu. 6 października 1879 został rektorem seminarium duchownego w Kazaniu. Dziesięć lat później złożył śluby zakonne i w tym samym roku otrzymał godność archimandryty. 7 marca 1891 został biskupem pomocniczym eparchii kazańskiej z tytułem biskupa czeboksarskiego. 16 kwietnia 1893 został biskupem archangielskim i chołmogorskim, zaś 10 lutego 1896 przeniesiono go na katedrę smoleńską. Od 2 stycznia 1899 był biskupem orłowskim, od 28 marca 1902 – jekaterynburskim, zaś od 26 listopada 1903 – grodzieńskim i brzeskim. 31 grudnia 1905 uzyskał tytuł doktora teologii. Wcześniej, 9 grudnia tego samego roku, został arcybiskupem warszawskim i nadwiślańskim. 5 kwietnia 1908 został arcybiskupem kazańskim i swijaskim. Zmarł w 1910 i został pochowany w soborze Zwiastowania w Kazaniu.
Był autorem prac teologicznych i organizatorem badań naukowych nad historią rosyjskiego prawosławia. Jako biskup Archangielska zasłużył się osobistym zaangażowaniem w pracę duszpasterską i misyjną na trudno dostępnych obszarach północnej części Rosji europejskiej. Współtworzył monaster św. Michała w Archangielsku oraz pierwszy wykaz parafii i cerkwi eparchii archangielskiej. Podobną pracę prowadził w eparchii orłowskiej.